# 私鉄の仲間たち
私鉄の仲間たち（してつのなかまたち）とは、私鉄総連の代表的な歌である。組合の大会等で歌われることも多い。

## 主な歌
- 私鉄の仲間たち（作詞：古川和夫、補作：近藤東、作曲：平岡照章）
- 嵐も吹雪も
- がんばろう!
- このきずなさらに強く
- 闘いはいつも